# Tacos dorados

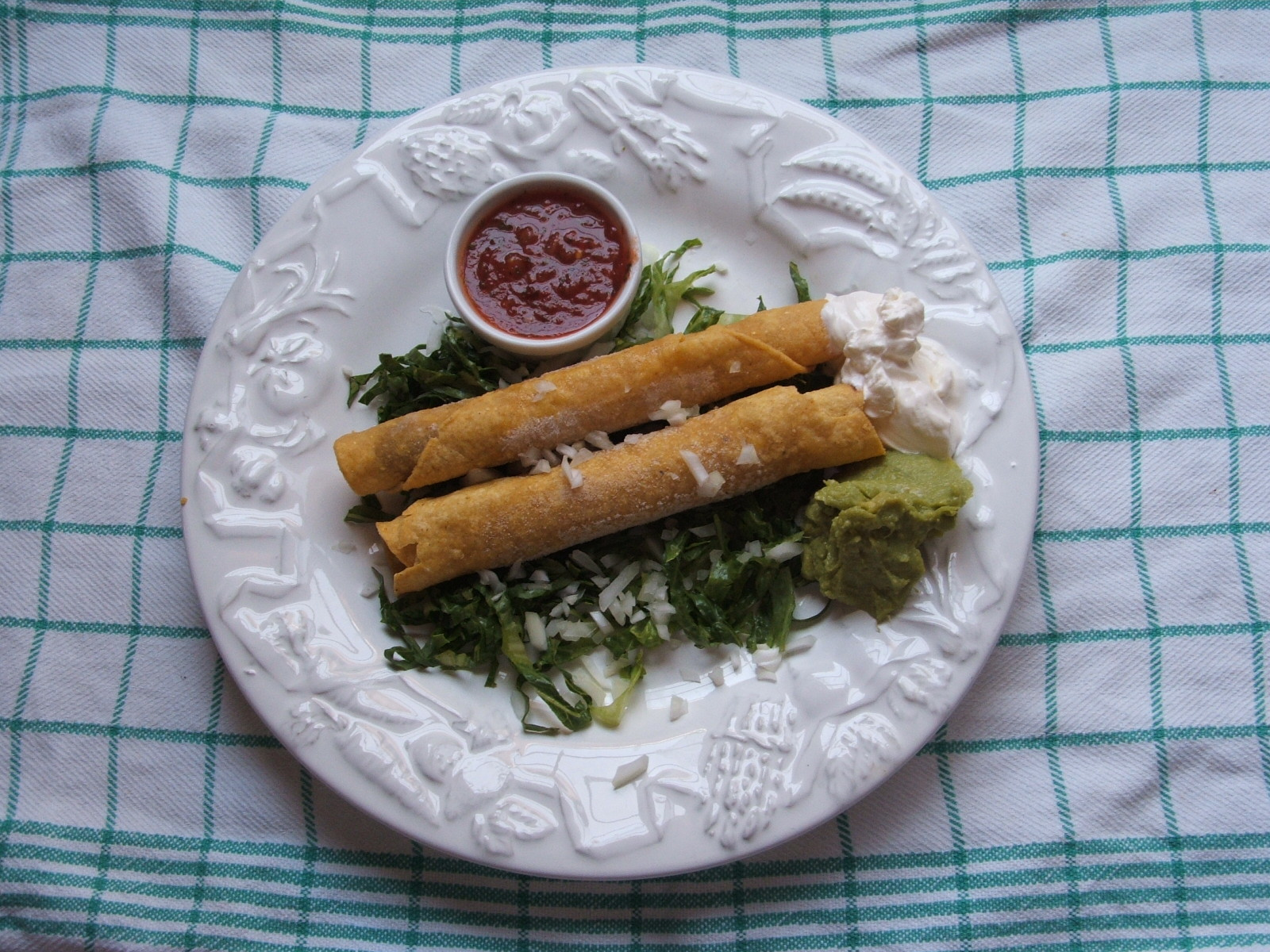
Tacos dorados de ternera

El taco dorado es un platillo típico mexicano muy popular en otros países alrededor del mundo, y consiste en una pequeña tortilla doblada y con algún tipo de relleno, normalmente a base de carne de res o de pollo que posteriormente es frita en su totalidad.
En la cocina mexicana, existe un plato similar conocido como flauta, cuya diferencia es que esta última es una tortilla enrollada; sin embargo, en muchas regiones la designación de ambas recetas es homónima.

## Características
Esta tortilla rellena se fríe de forma que quede crujiente. La tortilla que se usa para este platillo es generalmente elaborada con harina de maíz. Una variante de este alimento es la llamada flauta, que se hace usando tortillas de maíz. Si es de harina de trigo, se llama chimichanga. El nombre de taquito se puede usar para los elaborados con cualquier tipo de tortillas.

## Variedades
Hay distintas variedades de los taquitos, dependiendo de las regiones. Lo más habitual es que los taquitos tengan un relleno a base de pechuga de pollo deshebrada o carne de res. Incluso, a veces pueden ir rellenos de queso, carne de puerco, papas o ensalada. Generalmente, son delgados y de entre 15 y 20 centímetros de largo. En el desayuno, normalmente se acompañan con papas fritas e incluso con huevos. Además se suelen acompañar con salsas o guacamole. También existen los tacos dorados ahogados los cuales son servidos en un plato hondo y encima llevan una salsa normalmente verde como si fuera caldo
Son también una comida muy popular en Centroamérica y consisten en delgadas tortillas rellenas de carne de res y vegetales picados, que se enrollan, se fríen y se sirven con ensaladas, salsas, quesos y todo tipo de aderezos. En el estado de Guerrero es muy común degustarlos con consomé de pollo y no se acostumbra rellenarlos con carnes rojas. Se sirven los tacos dentro de un plato hondo, se cubren con crema, se les espolvorea queso rallado, se agrega lechuga rallada, jitomate en rebanadas, cebolla, aguacate, más crema, más queso rallado, salsa verde o roja, y por último se agrega consomé (caldo de pollo) caliente, al gusto.
Los taquitos también son muy populares precocinados y vendidos como comida congelada, y especialmente, como comida rápida. Entre los acompañamientos habituales incluyen repollo o lechuga, crema, guacamole, chile verde o chile rojo y variedades de quesos.